# 40 Harmonia
40 Harmonia este un asteroid de tip S din centura de asteroizi. A fost descoperit de Hermann Goldschmidt la 31 martie 1856. Este numit după Harmonia (Ἁρμονία), zeița armoniei și înțelegerii din mitologia greacă.  